# (34411) 2000 RR96
2000 RR96 (asteroide 34411) é um asteroide da cintura principal. Possui uma excentricidade de 0.10202200 e uma inclinação de 8.84956º.
Este asteroide foi descoberto no dia 4 de setembro de 2000 por LONEOS em Anderson Mesa.